# Thiruvidaimarudur
Thiruvidaimarudur es una ciudad y nagar Panchayat situada en el distrito de Thanjavur en el estado de Tamil Nadu (India). Su población es de 14786 habitantes (2011).

## Demografía
Según el censo de 2011 la población de Thiruvidaimarudur era de 14786 habitantes, de los cuales 7361 eran hombres y 7425 eran mujeres. Thiruvidaimarudur tiene una tasa media de alfabetización del 87,83%, superior a la media estatal del 80,09%: la alfabetización masculina es del 92,83%, y la alfabetización femenina del 82,86%.